# Billy Branch
Billy Branch (3 października 1951 w Chicago), właśc. William Earl Branch – amerykański muzyk bluesowy specjalizujący się w grze na harmonijce diatonicznej.
W 1975 stał się członkiem zespołu Chicago Blues All-Stars. Niedługo później założył swój własny zespół, The Sons of the Blues, w którego składzie grało wielu synów znanych bluesmanów i z którym występuje do dziś.

## Wyróżnienia
- Living Blues Critics Award dla najlepszego muzyka (Most Outstanding Blues Musician) w kategorii harmonijkarzy w 1993[3]